# Dorysthetus andicola
Dorysthetus andicola är en skalbaggsart som beskrevs av Ohaus 1905. Dorysthetus andicola ingår i släktet Dorysthetus och familjen Rutelidae. Inga underarter finns listade i Catalogue of Life.